# Fourth Division 1964-1965
La Fourth Division 1964-1965 è stato il 7º campionato inglese di calcio di quarta divisione. Il titolo di campione di lega è stato vinto dal Brighton & Hove Albion, che è salito in Third Division insieme a Millwall (2º classificato e subito risalito nella categoria superiore), York City (3º classificato) ed Oxford United (4º classificato).
Capocannoniere del torneo è stato Alick Jeffrey (Doncaster Rovers) con 36 reti.

## Stagione

### Novità
Al termine della stagione precedente, insieme ai campioni di lega del Gillingham, salirono in Third Division anche: il Carlisle United (2º classificato), il Workington (3º classificato) e l'Exeter City (4º classificato).
Queste squadre furono rimpiazzate dalla quattro retrocesse provenienti dalla divisione superiore: Millwall, Crewe Alexandra, Wrexham e Notts County (quest'ultimo fece ritorno dopo cinque anni nell'ultimo livello del calcio professionistico inglese).
Il Southport, lo York City, l'Hartlepool United ed il Barrow che occuparono le ultime quattro posizioni della classifica, vennero rieletti in Football League dopo una votazione che ebbe il seguente responso:
| Club              | Lega                     | Voti | Verdetto   |
| ----------------- | ------------------------ | ---- | ---------- |
| York City         | Fourth Division          | 48   | Rieletto   |
| Southport         | Fourth Division          | 45   | Rieletto   |
| Barrow            | Fourth Division          | 42   | Rieletto   |
| Hartlepool United | Fourth Division          | 36   | Rieletto   |
| Wigan Athletic    | Cheshire County League   | 5    | Non eletto |
| Gateshead         | Northern Regional League | 4    | Non eletto |
| Romford           | Southern League          | 4    | Non eletto |
| Yeovil Town       | Southern League          | 3    | Non eletto |
| South Shields     | North Eastern League     | 3    | Non eletto |
| New Brighton      | Lancashire Combination   | 2    | Non eletto |
| Guildford City    | Southern League          | 2    | Non eletto |
| Gloucester City   | Southern League          | 1    | Non eletto |
| Morecambe         | Lancashire Combination   | 1    | Non eletto |
| Weymouth          | Southern League          | 1    | Non eletto |
| Bexley United     | Southern League          | 0    | Non eletto |
| Poole Town        | Southern League          | 0    | Non eletto |
| Scarborough       | Midland League           | 0    | Non eletto |

### Formula
Le prime quattro classificate venivano promosse in Third Division, mentre le ultime quattro erano sottoposte al processo di rielezione.

## Squadre partecipanti
| Squadra                | Città               | Stadio            | Stagione precedente                     |
| ---------------------- | ------------------- | ----------------- | --------------------------------------- |
| Aldershot              | Aldershot           | Recreation Ground | 9º posto in Fourth Division             |
| Barrow                 | Barrow-in-Furness   | Holker Street     | 24º posto in Fourth Division, rieletto  |
| Bradford City          | Bradford            | Valley Parade     | 5º posto in Fourth Division             |
| Bradford Park Avenue   | Bradford            | Park Avenue       | 13º posto in Fourth Division            |
| Brighton & Hove Albion | Brighton            | Goldstone Ground  | 8º posto in Fourth Division             |
| Chester                | Chester             | Sealand Road      | 12º posto in Fourth Division            |
| Chesterfield           | Chesterfield        | Saltergate        | 16º posto in Fourth Division            |
| Crewe Alexandra        | Crewe               | Gresty Road       | 22º posto in Third Division, retrocesso |
| Darlington             | Darlington          | Feethams Ground   | 19º posto in Fourth Division            |
| Doncaster Rovers       | Doncaster           | Belle Vue         | 14º posto in Fourth Division            |
| Halifax Town           | Halifax             | The Shay          | 10º posto in Fourth Division            |
| Hartlepool Utd         | Hartlepool          | Victoria Park     | 23º posto in Fourth Division, rieletto  |
| Lincoln City           | Lincoln             | Sincil Bank       | 11º posto in Fourth Division            |
| Millwall               | Londra (Bermondsey) | The Den           | 21º posto in Third Division, retrocesso |
| Newport County         | Newport             | Somerton Park     | 15º posto in Fourth Division            |
| Notts County           | Nottingham          | Meadow Lane       | 24º posto in Third Division, retrocesso |
| Oxford United          | Oxford              | Manor Ground      | 18º posto in Fourth Division            |
| Rochdale               | Rochdale            | Spotland Stadium  | 20º posto in Fourth Division            |
| Southport              | Southport           | Haigh Avenue      | 21º posto in Fourth Division, rieletto  |
| Stockport County       | Stockport           | Edgeley Park      | 17º posto in Fourth Division            |
| Torquay United         | Torquay             | Plainmoor         | 6º posto in Fourth Division             |
| Tranmere Rovers        | Birkenhead          | Prenton Park      | 7º posto in Fourth Division             |
| Wrexham                | Wrexham             | Racecourse Ground | 23º posto in Third Division, retrocesso |
| York City              | York                | Bootham Crescent  | 22º posto in Fourth Division, rieletto  |

## Classifica finale
|  | Pos. | Squadra          | Pt | G  | V  | N  | P  | GF  | GS  | QR    |
|  | ---- | ---------------- | -- | -- | -- | -- | -- | --- | --- | ----- |
|  | 1    | Brighton         | 63 | 46 | 26 | 11 | 9  | 102 | 57  | 1.789 |
|  | 2    | Millwall         | 62 | 46 | 23 | 16 | 7  | 78  | 45  | 1.733 |
|  | 3    | York City        | 62 | 46 | 28 | 6  | 12 | 91  | 56  | 1.625 |
|  | 4    | Oxford Utd       | 61 | 46 | 23 | 15 | 8  | 87  | 44  | 1.977 |
|  | 5    | Tranmere         | 60 | 46 | 27 | 6  | 13 | 99  | 56  | 1.768 |
|  | 6    | Rochdale         | 58 | 46 | 22 | 14 | 10 | 74  | 53  | 1.396 |
|  | 7    | Bradford PA      | 57 | 46 | 20 | 17 | 9  | 86  | 62  | 1.387 |
|  | 8    | Chester          | 56 | 46 | 25 | 6  | 15 | 119 | 81  | 1.469 |
|  | 9    | Doncaster        | 51 | 46 | 20 | 11 | 15 | 84  | 72  | 1.167 |
|  | 10   | Crewe Alexandra  | 49 | 46 | 18 | 13 | 15 | 90  | 81  | 1.111 |
|  | 11   | Torquay Utd      | 49 | 46 | 21 | 7  | 18 | 70  | 70  | 1.000 |
|  | 12   | Chesterfield     | 48 | 46 | 20 | 8  | 18 | 58  | 70  | 0.829 |
|  | 13   | Notts County     | 44 | 46 | 15 | 14 | 17 | 61  | 73  | 0.836 |
|  | 14   | Wrexham          | 43 | 46 | 17 | 9  | 20 | 84  | 92  | 0.913 |
|  | 15   | Hartlepool Utd   | 43 | 46 | 15 | 13 | 18 | 61  | 85  | 0.718 |
|  | 16   | Newport County   | 42 | 46 | 17 | 8  | 21 | 85  | 81  | 1.049 |
|  | 17   | Darlington       | 42 | 46 | 18 | 6  | 22 | 84  | 87  | 0.966 |
|  | 18   | Aldershot        | 37 | 46 | 15 | 7  | 24 | 64  | 84  | 0.762 |
|  | 19   | Bradford City    | 32 | 46 | 12 | 8  | 26 | 70  | 88  | 0.795 |
|  | 20   | Southport        | 32 | 46 | 8  | 16 | 22 | 58  | 89  | 0.652 |
|  | 21   | Barrow           | 30 | 46 | 12 | 6  | 28 | 59  | 105 | 0.562 |
|  | 22   | Lincoln City     | 28 | 46 | 11 | 6  | 29 | 58  | 99  | 0.586 |
|  | 23   | Halifax Town     | 28 | 46 | 11 | 6  | 29 | 54  | 103 | 0.524 |
|  | 24   | Stockport County | 27 | 46 | 10 | 7  | 29 | 44  | 87  | 0.506 |

Legenda:
      Promosso in Third Division 1965-1966.
      Rieletto nella Football League.
Regolamento:
Due punti a vittoria, uno a pareggio, zero a sconfitta.
A parità di punti le squadre venivano classificate secondo il quoziente reti.